# 戸田漁港

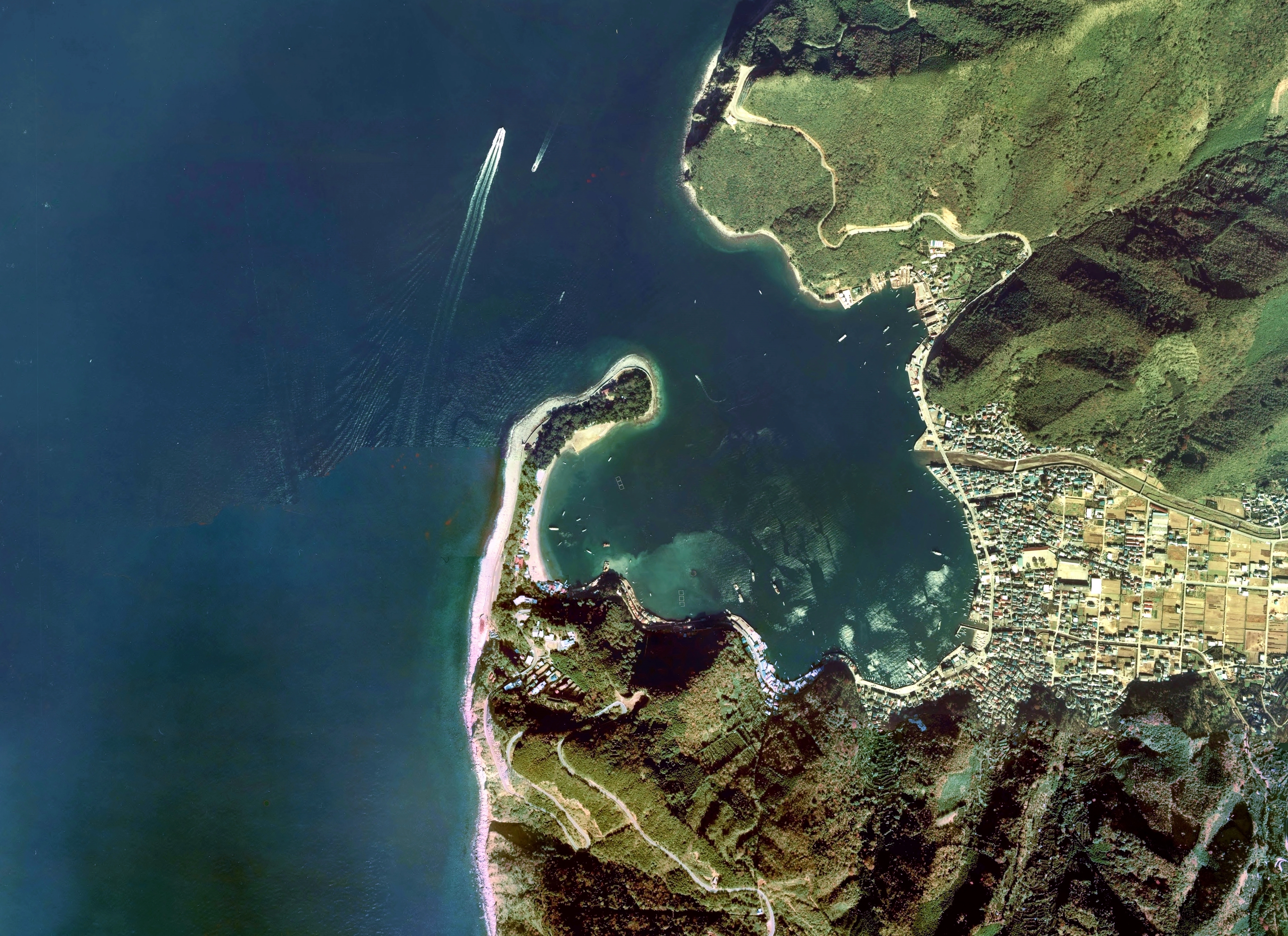
空中写真。1976年撮影の4枚を合成作成。
。

戸田漁港 （へだぎょこう） は、静岡県沼津市戸田にある港。静岡県が管理する第2種漁港である（漁協は戸田漁協）。歴史的には戸田港（へだこう）として知られている。

## 概要
水深は比較的深く、遠洋漁業の基地になっている。また駿河湾の深い海底谷に隣接しているため、深海魚やタカアシガニが多数水揚げされる。港の周辺には戸田温泉が広がっている。
嘉永7年11月4日（1854年12月23日）の安政東海地震の津波で大破したエフィム・プチャーチン提督のロシア船「ディアナ号」が1855年1月15日（安政元年11月27日）に駿河湾で沈没し、代わりの帆船、「ヘダ号」がこの地で建造されるまで、一行は宝泉寺に滞在した。日本とロシア友好の地であるこの地では、戸田港まつりが毎年行われている。沖合に沈んだ船の錨が1954年（昭和29年）、1976年（昭和51年）に引き上げられ、前者は沼津市戸田造船郷土資料博物館に、後者は富士市三四軒屋の緑道公園に展示されている。

## アクセス

### 車
東名高速道路沼津ICより約70分

### バス
新東海バス（修善寺温泉・虹の郷 - 西伊豆戸田路線）

## ギャラリー

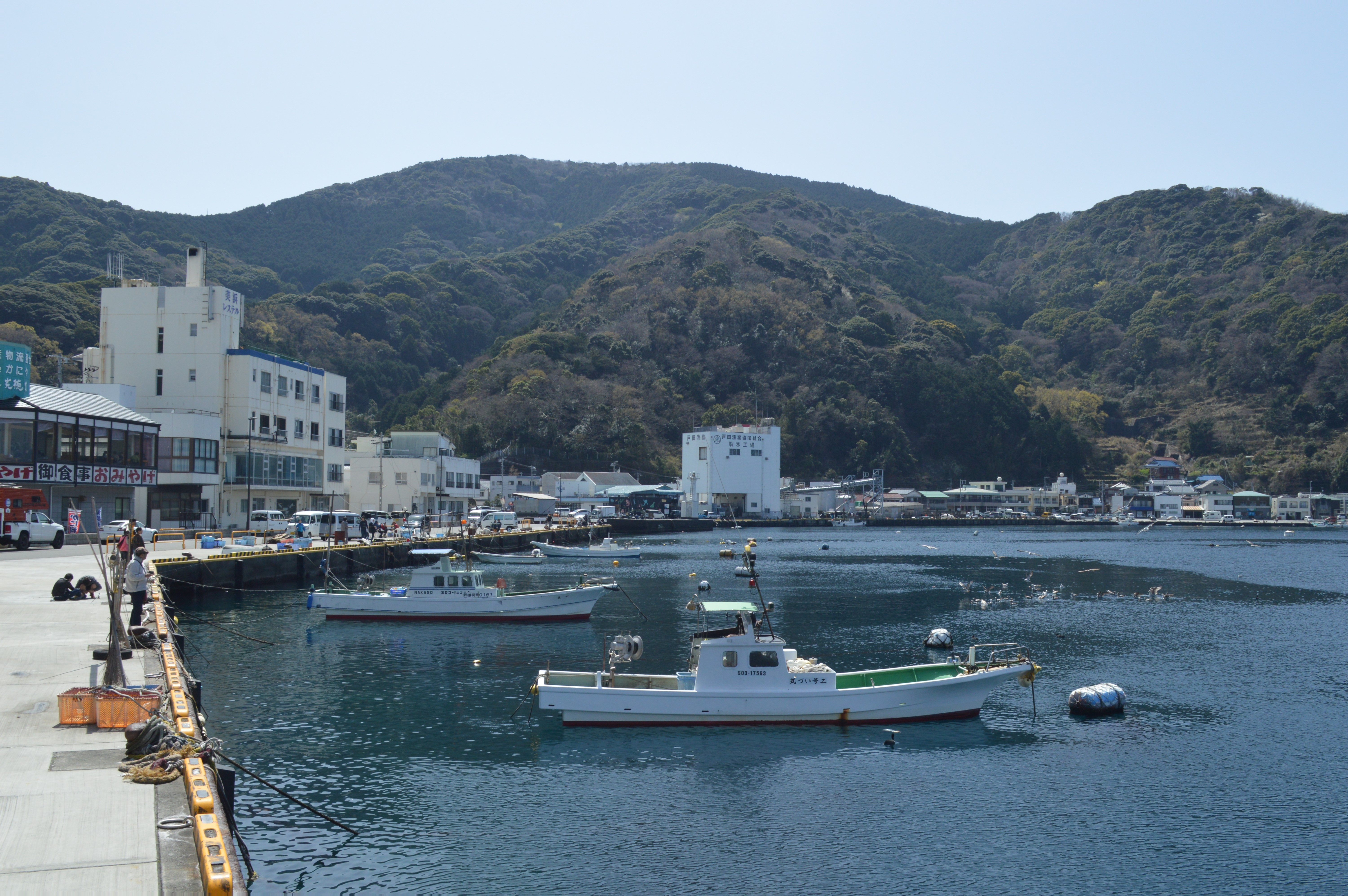
漁港
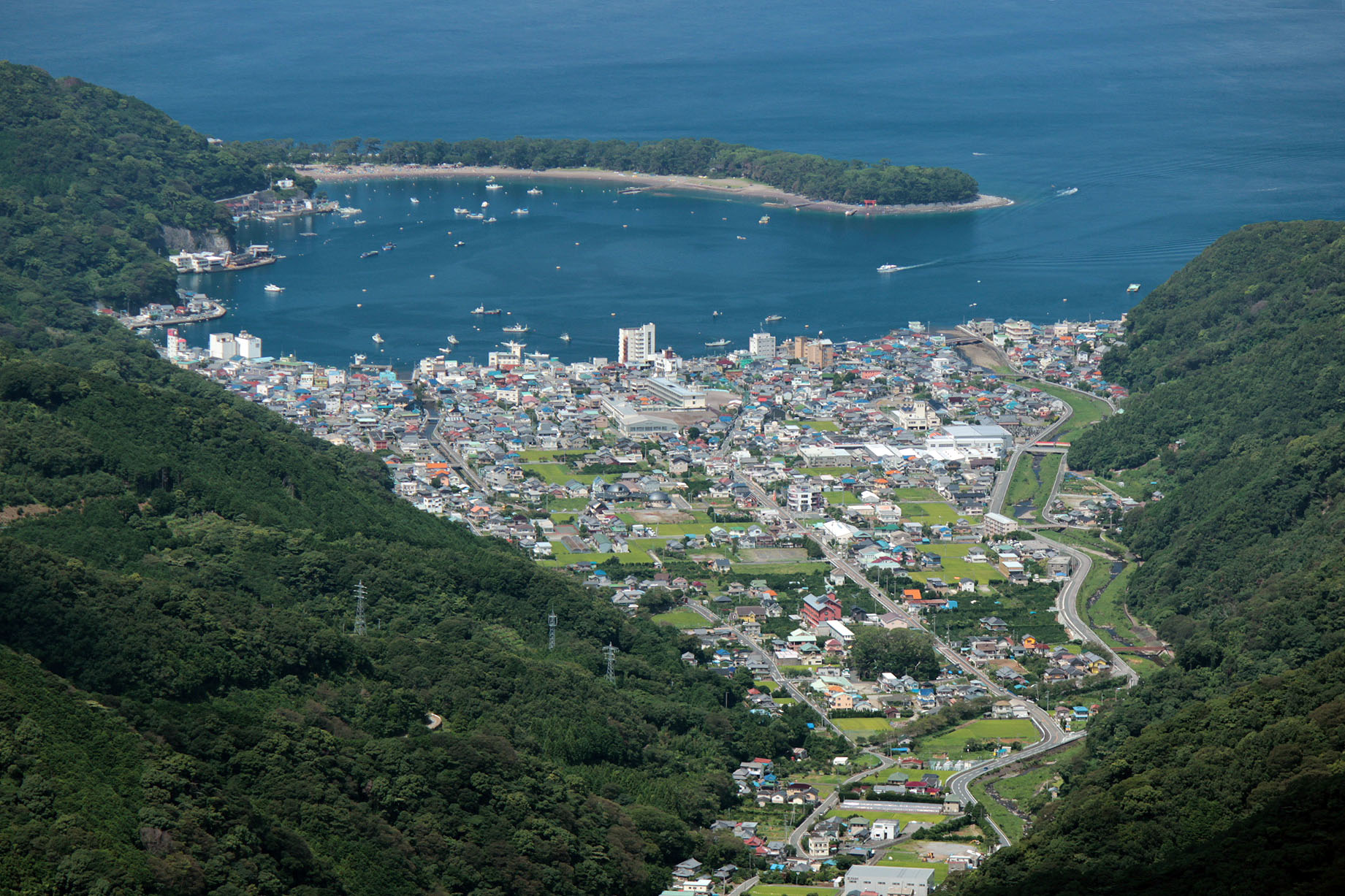
達磨山から望む
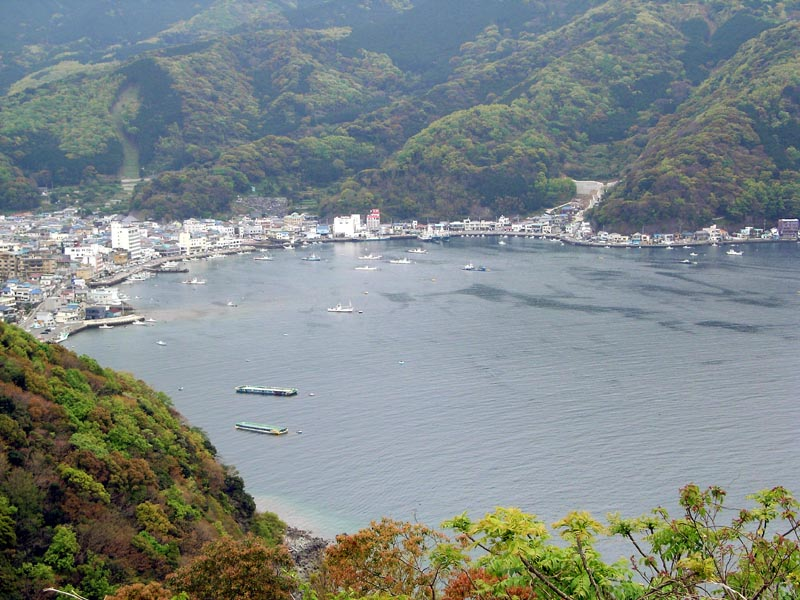
北から望む
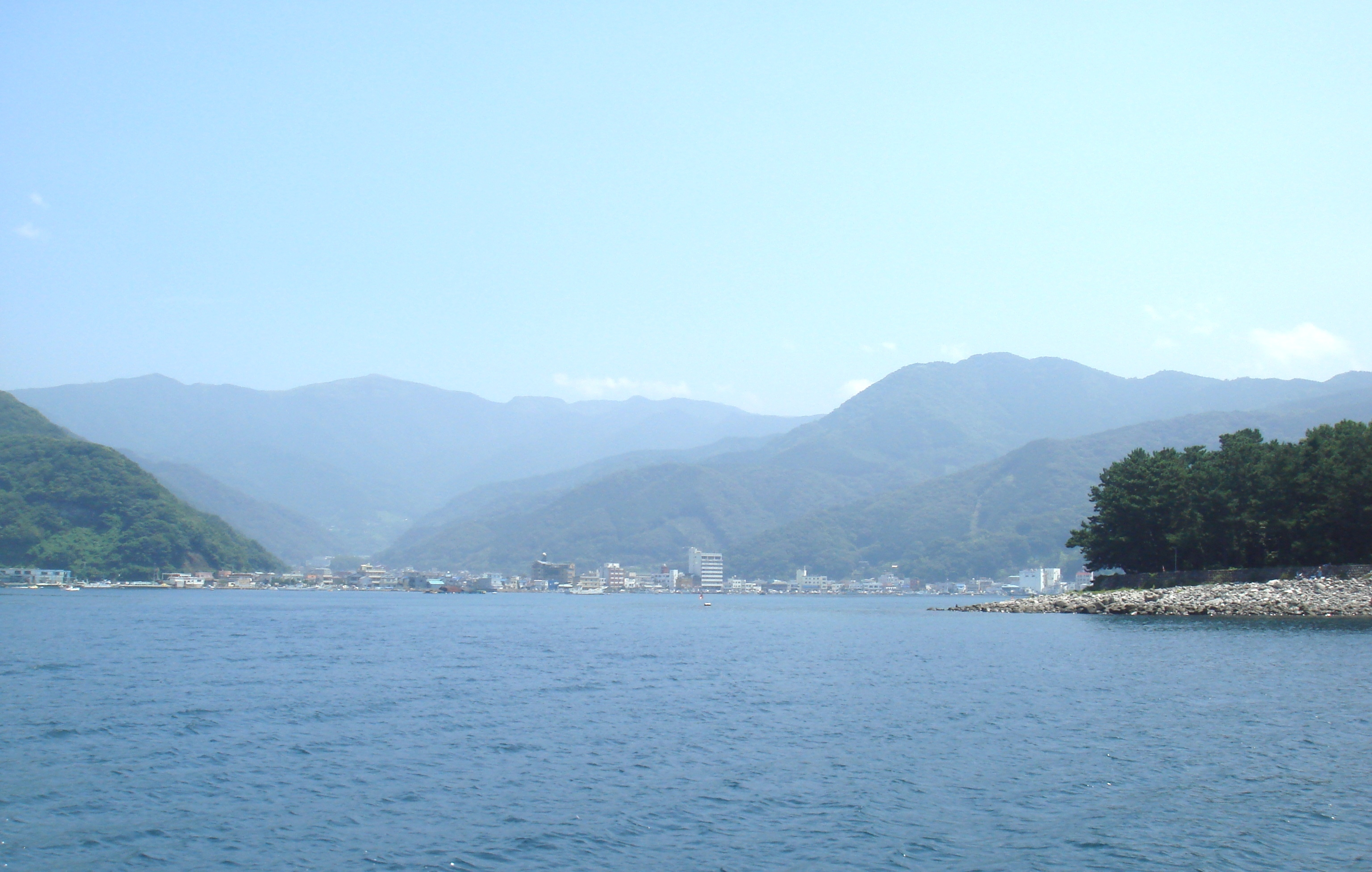
戸田湾の入口。右は御浜岬の突端
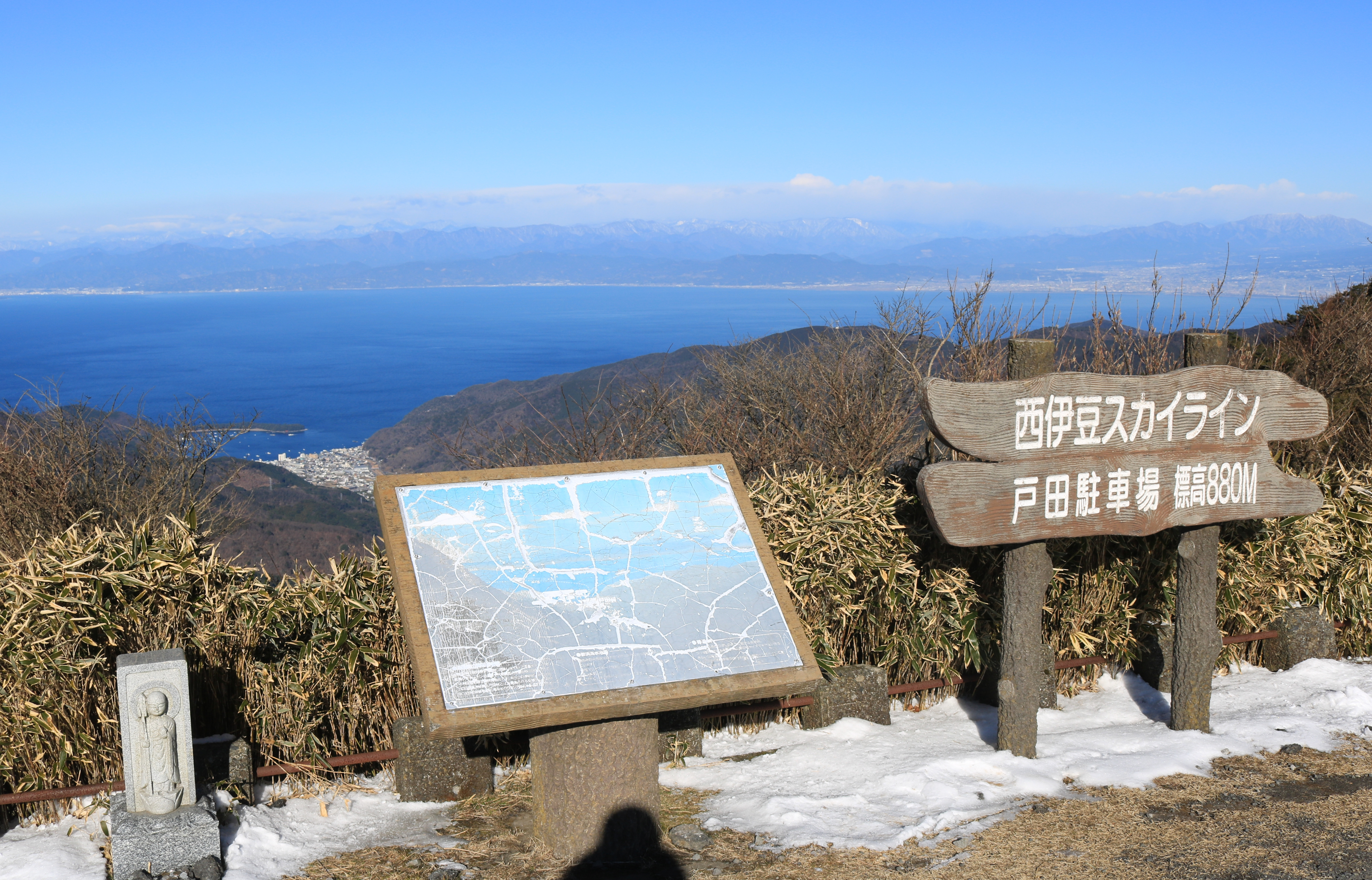
西伊豆スカイライン(静岡県道127号船原西浦高原線)の戸田駐車場からの展望
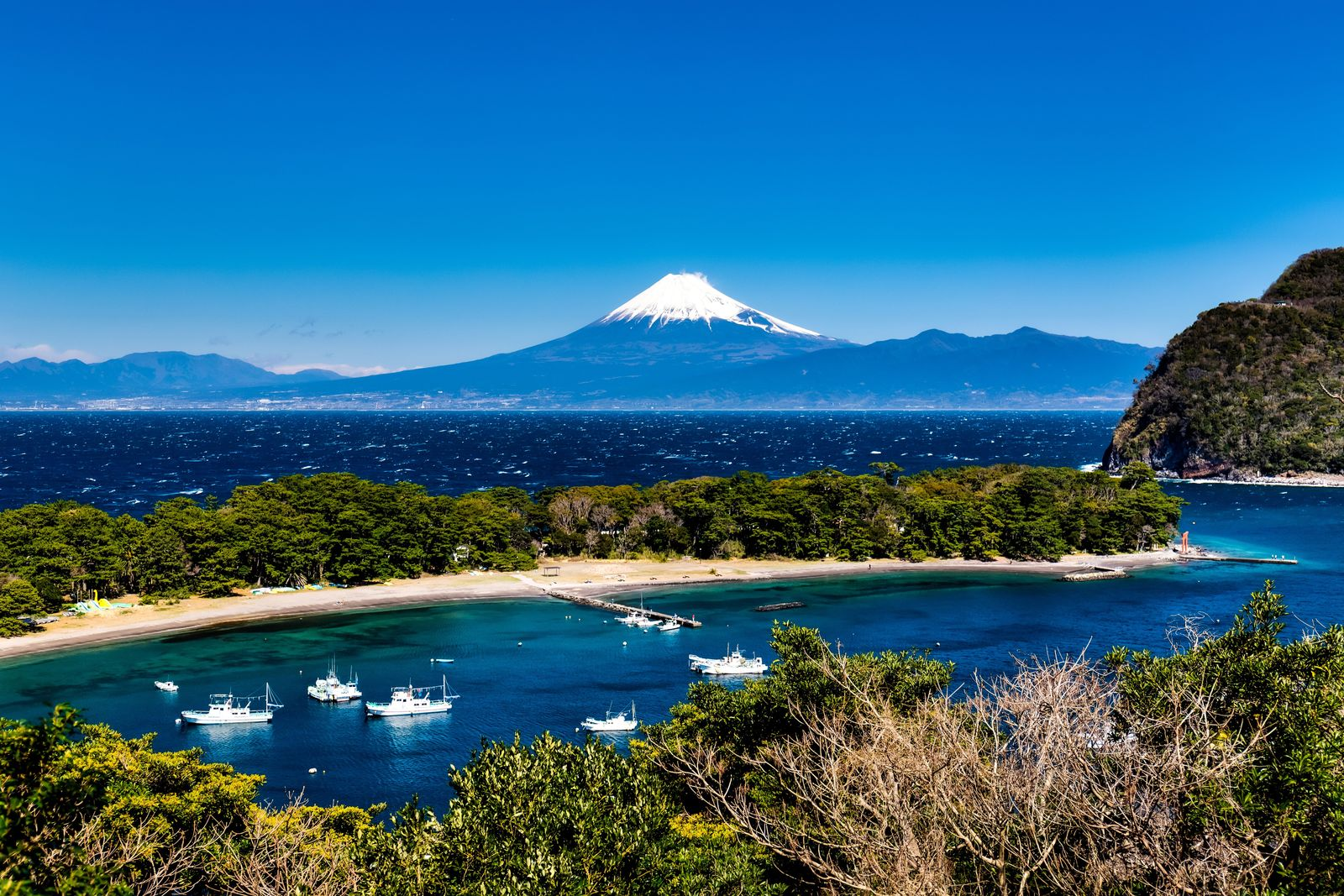
沼津市戸田健康の森展望地
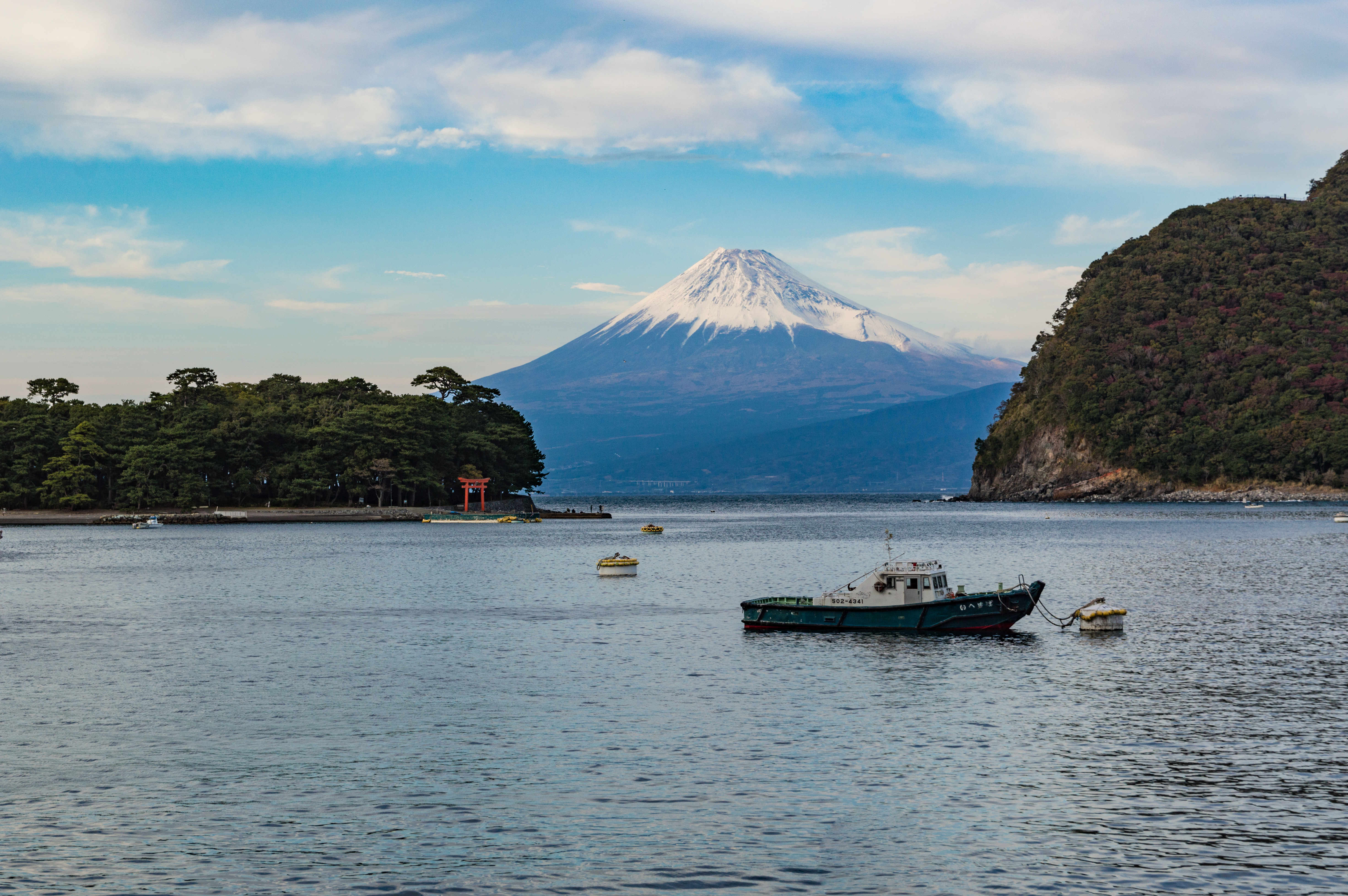
御浜岬と諸口神社の鳥居と富士山